# Utrdba Agra
Utrdba Agra je zgodovinska utrdba v mestu Agra, znana tudi kot Rdeča trdnjava Agra. Mogulski cesar Humajun je bil okronan v tej utrdbi. Kasneje ga je prenovil mogulski cesar Akbar od leta 1565, današnja zgradba pa je bila dokončana leta 1573. Služil je kot glavna rezidenca vladarjev Mogulske rodbine do leta 1638, ko je bila prestolnica premaknjena iz Agre v Delhi. Znan je bil tudi kot Lal-Qila ali Qila-i-Akbari. Preden so jo zavzeli Britanci, so bili zadnji indijski vladarji, ki so jo zasedli, Marati. Leta 1983 je bila utrdba Agra vpisana na Unescov seznam svetovne dediščine zaradi njenega pomena v času Mogulov. Stoji približno 2,5 kilometra severozahodno od svojega bolj znanega  spomenika, Tadž Mahala. Utrdbo bi lahko natančneje opisali kot obzidano mesto. Kasneje jo je obnovil Šah Džahan.
Tako kot ostala Agra je tudi zgodovina utrdbe Agra pred invazijo Mahmuda Gaznijevega nejasna. Vendar pa so ga v 15. stoletju zasedli Čauhan Radžputi. Kmalu zatem je Agra prevzela status prestolnice, ko je Sikandar Kan Lodi (1487–1517 n. št.) svojo prestolnico preselil iz Delhija in zgradil nekaj stavb v že obstoječi utrdbi v Agri. Po prvi bitki pri Panipatu (1526 n. št.) so Moguli zavzeli utrdbo in iz nje vladali. Leta 1530 n. št. je bil v njem okronan Humajun. Utrdba je današnjo podobo dobila med vladavino Akbarja (1556–1605 n. št.). Kasneje je bila 13 let pod vladavino Džatsov iz Bharatpurja.

## Zgodovina
Po prvi bitki pri Panipatu leta 1526 je Babur ostal v utrdbi, v palači Ibrahima Lodija. Kasneje je vanjo vgradil baoli (stopenjski vodnjak). Njegov naslednik, Humajun, je bil okronan v utrdbi leta 1530. Pri Bilgramu ga je leta 1540 premagal Šer Šah Suri. Utrdba je ostala pri Surih do leta 1555, ko jo je Humajun ponovno zavzel. General Adila Šaha Surija, Hemu, je leta 1556 ponovno zavzel Agro in zasledoval njenega bežečega guvernerja do Delhija, kjer se je srečal z Moguli v bitki pri Tughlaqabadu.
Ker se je Akbar zavedal pomena njenega osrednjega položaja, jo je naredil za svojo prestolnico in prispel v Agro leta 1558. Njegov zgodovinar Abul Fazl je zapisal, da je bila to opečnata utrdba, znana kot Badalgarh. Bila je v zelo slabem stanju in Akbar jo je dal obnoviti z rdečim peščenjakom iz okrožja Dhaulpur v Radžastanu na območju Barauli. Arhitekti so postavili temelje in jo zgradili z opeko v notranjem jedru s peščenjakom na zunanjih površinah. Približno 4000 delavcev je dnevno delalo na njej osem let in jo dokončali leta 1573.
Šele med vladavino Akbarjevega vnuka Šaha Džahana je mesto prevzelo sedanje stanje. Šah Džahan je zgradil Tadž Mahal v spomin na svojo ženo Mumtaz Mahal. Za razliko od svojega dedka je Šah Džahan gradil stavbe iz belega marmorja. Ko je Aurangzeb zmagal med vsemi svojimi brati, je leta 1658 zaprl šaha Džahana v tej utrdbi.
Utrdba je bila 13 let pod Džatskimi vladarji iz Bharatpurja. V utrdbi so zgradili Ratan Singh ki Haveli. V začetku 18. stoletja je utrdbo napadlo in zavzel imperij Marata. Nato je večkrat zamenjal lastnika med Marati in njihovimi sovražniki. Po katastrofalnem porazu Ahmada Šaha Abdalija v tretji bitki pri Panipatu leta 1761, so Marate naslednje desetletje ostali zunaj regije. Končno je Mahaddži Šinde zavzel utrdbo leta 1785. Marati so jo izgubili proti Britancem med drugo anglo-maratsko vojno leta 1803. Utrdba je bila prizorišče bitke med indijskim uporom leta 1857, ki je povzročil konec vladavine Britanske vzhodnoindijske družbe v Indiji in pripeljal do stoletja neposredne vladavine Britanije v Indiji.
30. novembra 1871 je 36 ljudi umrlo, ko je eksplodirala tovarna kartuš, ki je bila znotraj utrdbe.

## Opis
Utrdba s 380.000 m² ima polkrožni tloris, njena tetiva leži vzporedno z reko Jamuna, obzidje je visoko 20 m. Dvojno obzidje ima masivne krožne bastijone v presledkih s prsobranom, strelnicami, mašikulami in drugimi obrambnimi elementi. Štiri vrata so bila na njenih štirih stranicah, ena Khizrijeva vrata so se odpirala proti reki. Dvoje vrat v utrdbi sta opazni: Delhijska vrata in Vrata Lahore. Vrata Lahore so popularno znana tudi kot vrata Amar Singh po Amar Singh Rathoreju, najstarejše, sinu maharadže Gadž Singha iz Marvarja.
Monumentalna Delhijska vrata, ki so obrnjena proti mestu na zahodni strani utrdbe, veljajo za najveličastnejša od štirih vrat in mojstrovina Akbarjevega obdobja. Zgrajena so bila okoli leta 1568 za izboljšanje varnosti in kot kraljeva formalna vrata ter vključuje elemente, povezane z obema. Okrašena z zapletenimi vložki iz belega marmorja. Lesen dvižni most je bil uporabljen za prečkanje jarka in doseganje vrat s kopnega; sledili so notranji prehodi, imenovani Hathi Pol ('Slonova vrata') – varovala sta jih dva kamnita slona v naravni velikosti z jezdeci – dodali še eno raven varnosti. Dvižni most, rahel vzpon in 90-stopinjski zavoj med zunanjimi in notranjimi vrati naredijo vstop nepremagljiv. Med obleganjem so napadalci uporabili slone, da bi zdrobili vrata utrdbe. Brez stopnje za nabiranje hitrosti za zalet, ki jih ta postavitev preprečuje.
Severni del utrdbe še vedno uporablja indijska vojska (zlasti padalska brigada), zato javnost ne more uporabljati Delhijskih vrat. Turisti vstopajo skozi vrata Amar Singh.
Lokacija je zelo pomembna v smislu arhitekturne zgodovine. Abul Fazal je zapisal, da je bilo v utrdbi zgrajenih petsto stavb po načrtih Bengalije in Gudžarata. Nekatere od njih je porušil Šah Džahan, da bi naredil prostor za svoje bele marmorne palače. Večino drugih so uničile britanske čete Vzhodnoindijske družbe med letoma 1803 in 1862 zaradi gradnje vojašnic. Komaj trideset mogulskih stavb je preživelo na jugovzhodni strani, obrnjeni proti reki, kot so Delhijska vrata in Akbarjeva vrata ter ena palača – Bengali Mahal.
Akbar Darvaza (Akbarjeva vrata) je Šah Džahan preimenoval v vrata Amar Singh. Vrata so po zasnovi podobna Delhijskim vratom. Oboja so zgrajena iz rdečega peščenjaka.
Bengalski Mahal je zgrajen iz rdečega peščenjaka in je zdaj razdeljen na Akbari Mahal in Džahangiri Mahal. Mahal pomeni 'dvorec ali palača', lahko se nanaša tudi na 'bivalne prostore za skupino ljudi'.

## Zgodovinska mesta
- Džahangirjev hauz (rezervoar) (1610): ta monolitni rezervoar (hauz) je bil uporabljen za kopanje. Visok je 1,5 m, premer 2,4 m in obseg 7,6 m. Na zunanji strani roba je napis v perzijščini, ki ga omenja kot Hauz-e-Džahangir. Prvič so ga odkrili blizu dvorišča Akbarjeve palače. Leta 1843 in kasneje je bil postavljen pred Divan-e-Am. Leta 1862 so ga preselili v javni vrt (Company Bagh), kjer je utrpel veliko škodo. Kasneje ga je sir John Marshall prinesel nazaj v trdnjavo Agra in tam postavil. Zaradi tega hauza je palača postala znana kot Džahangiri Mahal, čeprav je del Akbarjevega bengalskega mahala.
- Šahdžahani Mahal (1628–35 n. št.): je med belim marmornatim Khas Mahalom in rdečim kamnitim Džahangiri Mahalom ter je postavljen na prehodu med tema dvema stanovanjskima kompleksoma dveh različnih starosti. To je najzgodnejši poskus mogulskega cesarja Šaha Džahana, da bi obstoječo stavbo iz rdečega kamna preuredil v skladu s svojim okusom, in to je bila njegova najzgodnejša palača v utrdbi Agra. Ima veliko dvorano, stranske prostore in osmerokotni stolp ob reki. Skeletna konstrukcija iz opeke in rdečega kamna je bila vsa predelana z debelim belim štukaturnim ometom in barvito poslikana s cvetličnimi motivi. Cela palača se je nekoč lesketala belo kot beli marmor. Na sprednji strani proti Khas Mahalu je velik prostoren dalan iz belega marmorja, sestavljen iz petih lokov, podprt na dvojnih stebrih in zaščiten od zunaj s čhajo (previsni napušča). Njegove zaprte hiše v zahodnem delu, vrata Ghaznin, Baburjev baoli in vodnjak so pod njim.

- Vrata Ghaznin (1030): vrata so prvotno pripadala grobnici Mahmuda Ghaznavija v Ghazniju. Od tam so jih prinesli Britanci leta 1842. Lord Ellenborough, generalni guverner, je v zgodovinski razglasitvi trdil, da so bila to vrata Somnatha iz sandalovine, ki jih je Mahmud leta 1025 odnesel v Ghazni, in Britanci so se tako maščevali za žalitev 800 leta nazaj. Ta lažna trditev je bila narejena samo zato, da bi pridobili dobro voljo indijskega ljudstva. Vrata so pravzaprav izdelana iz lokalnega deodarskega lesa Ghazni in ne iz sandalovine. Slog dekoracije ni podoben starodavnemu pohištvu Gudžrati. Na zgornjem delu je tudi vklesan arabski napis. Omenja Mahmuda z njegovimi vzdevki. Sir John Marshall je sem postavil oglasno desko, ki je opisovala celotno epizodo o teh vratih. Visoka so 5 m in širok 4 m, njihova teža pa je približno pol tone. Sestavljena so iz geometrijskih, šesterokotnih in osmerokotnih plošč, ki so ena s pomočjo druge pritrjene v okvir brez zakovic. Zamisel, da bi jih obnovili v Somnathu, je bila nazadnje opuščena in vrata so bila opuščena. Od takrat je shranjena v sobi.[12]
- Džahangirjeva veriga pravice (okoli 1605 n. št.): to je mesto, kjer je mogulski cesar Džahangir uvedel svojo 'verigo pravice' (Zandžir-i-Adl) okoli leta 1605. V svojih spominih je zapisal, da je bil po svojem pristopu prvi ukaz, ki ga je dal, »za strditev sodne verige, tako da bi lahko oškodovani prišli do te verige, če bi tisti, ki so vključeni v pravosodje, odlašali ali izvajali hinavščino in jo stresli, da bi njen hrup pritegnil mojo pozornost«. Izdelana je bila iz čistega zlata. Dolga je bila 24,5 m in je imela 60 zvonov. Njena teža je bila 1 kvintal. En konec je bil pritrjen na obzidje Šah-Burdža, drugi konec pa na kamnit steber na bregu reke. To ni mit. Sodobni tuji popotniki, kot je William Hawkins, so to osebno videli. Upodobljena je bila tudi na sodobni sliki, narejeni leta 1620. To je bil način za odpravo težav ljudi, ki so se lahko obrnili h kralju, najvišjemu sodnemu organu imperija, neposredno, brez plačila, strahu ali formalnosti za takojšnje olajšanje. Ni bilo razlik med kastami ali veroizpovedjo ali med revnimi in bogatimi. Džahangirjevo pravosodje Adl-i-Jahangir je postalo legenda v indijski zgodovini.
- Muthamman Burdž (Šah-Burdž) in Džharokha (1632–1640 n. št.): ta palača se dviga nad največjim bastijonom utrdbe Agra ob reki, obrnjena proti vzhodu. Prvotno jo je iz rdečega kamna zgradil Akbar, ki jo je uporabljal za džharokha daršan (dnevna praksa nagovarjanja javnega občinstva (daršan) na balkonu (džharokha) v utrdbah in palačah srednjeveških kraljev), pa tudi za čaščenje sonca, vsak dan ob sončnem vzhodu. Džehangir ga je uporabljal tudi kot džharokha (kamnito okno, ki štrli iz stene stavbe v zgornjem nadstropju in gleda na ulico), kot je zvesto prikazano na njegovi sliki iz leta 1620. Prav tako je uvedel svoj 'Adl-i-Džandžir' (veriga pravice) na njegovi južni strani. Zaradi osmerokotne zasnove so ga imenovali Muthamman Burdž. Perzijski zgodovinarji in tuji popotniki so ga omenjali tudi kot Šah-Burdž (cesarski ali kraljev stolp). Njegovo ime jasminov stolp ali Samman-Burdž, kot ga je zapisal sodobni zgodovinar Lahauri, je napačno. Z belim marmorjem ga je obnovil Šah Džahan okoli 1632–1640. Uporabil ga je tudi za Džharokha daršan, ki je bil nepogrešljiva mogulska institucija, kot je bil Durbar. To je osmerokotna zgradba, katere pet zunanjih strani tvori dalan s pogledom na reko. Vsaka stran ima odprtine za stebre in nosilce, najbolj vzhodna stran štrli naprej in veličastno sprejme džharokho. Na zahodni strani te palače je prostoren dalan s šah-nasinom (niša). V njenem tlaku je potopljena plitva vodna kotanja (kunda). Je bogato intarzirana. Ta dalan se odpre na dvorišče, ki ima na severni strani čabutaro, ki jo projicira zaslon džali, na zahodni strani pa niz soban, ki vodijo do Šiš Mahala; in stebrišče (dalan) s prostorom, prizidanim na južni strani. Gre torej za velik kompleks, ki je v celoti zgrajen iz belega marmorja. Ima globoke niše na stenah, ki razbijajo monotonost. Dadoji imajo ponavljajoče se stilizirane plazeče rastline, vrezane na obrobe, in izrezljane rastline na sredinskih stebrih, nosilci in preklade prav tako nosijo izvrstne vložke in je ena najbolj okrašenih stavb Šah Džahana. Ta palača je neposredno povezana z Divan-i-Khas, Šiš Mahal, Khas Mahal in drugimi palačami in od tu je mogulski cesar upravljal vso državo. Ta burdž ponuja popoln in veličasten pogled na Tadž Mahal in Šah Džahan je preživel osem let (1658–1666) svojega zapora v tem kompleksu in pravijo, da je tukaj umrl. Njegovo truplo so s čolnom odpeljali v Tadž Mahal in ga pokopali.
- Šiš Mahal (1631–40 AD): zgradil ga je mogulski cesar Šah Džahan kot del poletne palače. Njena najbolj značilna lastnost je stekleni mozaik na stenah in stropu. Ti stekleni kosi imajo visoko zrcalno kakovost, ki se lesketa in utripa na tisoče načinov v poltemni notranjosti. Steklo je bilo uvoženo iz Haleba iz Sirije. Šah Džahan je zgradil stekleno palačo tudi v Lahoreju in Delhiju.

## V popularni kulturi
- Utrdba Agra je leta 2004 prejela nagrado Aga Khan za arhitekturo. Indijska pošta je izdala znamko v spomin na ta dogodek.
- Utrdba Agra igra ključno vlogo v skrivnosti Sherlocka Holmesa Znak štirih, ki jo je napisal Sir Arthur Conan Doyle.
- Utrdba Agra je bila predstavljena v videospotu za Habibi Dah, uspešnico egiptovske pop zvezde Hisham Abbas.
- Vladar Šivadži je prišel v Agro leta 1666 v skladu s "Pogodbo iz Purandarja (1665)", sklenjeno z Džai Singhom I., da bi se srečal z Aurangzebom v Divan-i-Khasu. V občinstvu je bil namenoma postavljen za moškimi nižjega ranga. Užaljen je odvihral iz cesarske avdience in bil 12. maja 1666 zaprt v prostorih Džai Singha.

## Galerija
- Načrt trdnjave Agra na ogled v trdnjavi, 2012
- Zunanjost Divan-i-Ama ali sprejemne dvorane
- Notranjost Divan-i-Ama
- Perzijska kaligrafija v utrdbi Agra
- Divan-i-Ama
- Vrata Amar Singh
- Džahangirjeva palača
- Divan-i-Khas
- Delhijska vrata, slika Seeta Rama, 1814–15
- Notranjost utrdbe Agra
- Okrašen steber
- Okras na stropu
- Tedenska Edwinova vrata trdnjave v Agri v Indiji
- Znotraj obsežnega kompleksa trdnjave
- Obzidje
- Džahangirjeva kopalna kad
- Tadž Mahal in reka Jamuna
- Notranjost Musamman Burdž
- Anguri Bagh, vrt in dvorišče
- Šiš Mahal
- Grobnica spoštovanega Johna Russella Colvina
- Perzijska kaligrafija v utrdbi Agra